# Chiesa di Sant'Andrea Apostolo (Tortolì)
La chiesa parrocchiale di Sant'Andrea apostolo è il principale luogo di culto cattolico di Tortolì, in Ogliastra, appartenente alla Diocesi di Lanusei. Sorge nel centro storico della cittadina, in piazza Cattedrale, a ricordarne la dignità fino al trasferimento della sede vescovile nel 1927 alla Cattedrale di Santa Maria Maddalena in Lanusei. Attualmente è sede parrocchiale.

## Storia
L'esistenza di un luogo di culto dedicato all'apostolo Andrea, nel sito dell'attuale chiesa, si fa risalire almeno al XIV secolo; in una lettera, del 1386, indirizzata da re Pietro IV d'Aragona al monaco Petro de Armentera del monastero di San Saturnino in Cagliari, si fa menzione a una prebenda parrocchiale di Sant'Andrea in Tortolì. Nel XVII secolo la chiesa venne visitata da una commissione inviata dall'arcivescovo di Cagliari Francisco Desquivel, allo scopo di raccogliere informazioni sul culto in onore di san Giorgio di Suelli, raffigurato nel retablo dell'altar maggiore del tempio. Nel 1784, l'arcivescovo Vittorio Filippo Melano, definì la parrocchiale di Tortolì inadeguata, giudicandola "profonda, umida, bassa e stretta". Di questa chiesa originaria, rimangono pochi ambienti, inglobati nell'attuale fabbrica.
Negli ultimi decenni del XVIII secolo, in vista della ricostituzione della Diocesi dell'Ogliastra (erede della Diocesi di Suelli, soppressa nel XV secolo) e della possibilità per Tortolì di ospitare la sede vescovile, cominciarono i lavori di costruzione della nuova chiesa, conclusi intorno al 1790. La perfetta sede vescovile venne individuata nella Città di Lanusei per decreto pontificio; nonostante questo, viste alcune ingerenze, fu comunque la chiesa parrocchiale di Tortolì ad ospitare la cattedra dei vescovi dell'Ogliastra dal 1824 al 1927, anno in cui la sede venne traslata a Lanusei, nella Cattedrale di Santa Maria Maddalena.

## Descrizione

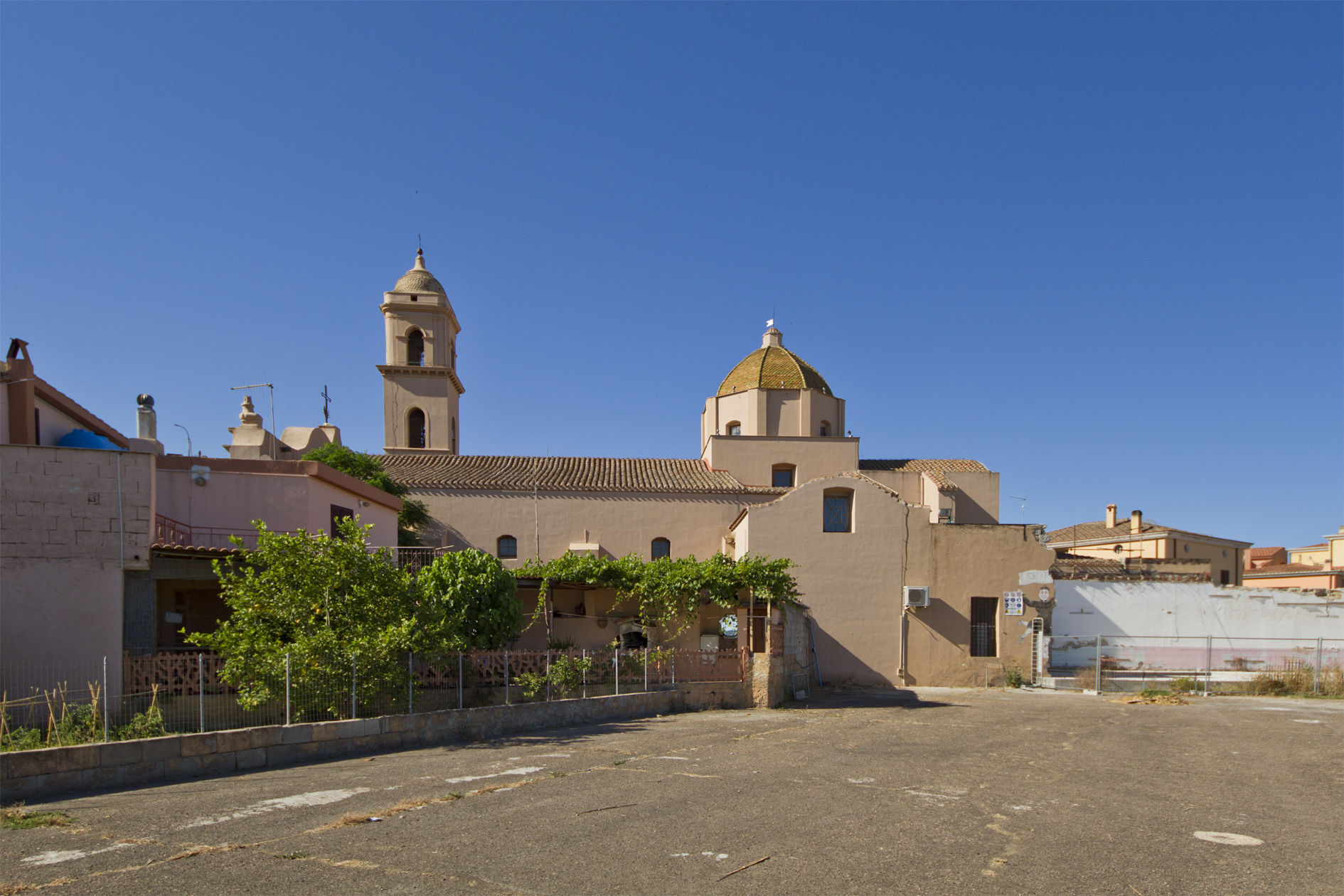
Veduta laterale

La chiesa di Sant'Andrea, in stile classicheggiante, si presenta con una facciata scandita da lesene e cornici, in cui si aprono tre portali voltati e altrettanti finestroni rettangolari. Oltre la cornice superiore, il prospetto culmina nel fastigio curvilineo a doppia inflessione. Sulla sinistra si trova la torre campanaria, che si eleva su una torretta merlata, probabilmente più antica e utilizzata in origine come torre d'avvistamento.
L'interno, con pianta a croce latina, si sviluppa in tre navate con transetto e cupola ottagonale all'incrocio dei bracci. Le navate, quasi della medesima larghezza, sono divise da pilastri, che reggono archi a tutto sesto, e voltate a botte.
Nell'incrocio col transetto, sotto la cupola, si trova il presbiterio, sopraelevato rispetto al piano dell'aula e cinto da una balaustra marmorea, che ospita il sontuoso altare maggiore, opera in marmi policromi dello scultore Giovanni Battista Franco, realizzato intorno al 1809. La nicchia centrale dell'altare ospita una statua lignea del santo titolare, risalente al XVIII secolo e restaurata nel 1996.
A destra dell'altare, sul pilastro, si vede un fregio in stucco con lo stemma di monsignor Serafino Carchero, primo vescovo d'Ogliastra (dal 1824 al 1834). Dietro l'altare è collocato il coro ligneo, in noce, risalente ai primi anni del XIX secolo. Qui era collocato anche l'organo a canne, della ditta Luigi Turrini di Modena, realizzato nel 1883, spostato nella navata destra dopo il restauro, nel 1997.
Sotto il presbiterio si trova la cripta, in cui trovarono sepoltura alcuni dei vescovi d'Ogliastra che ebbero la sede a Tortolì: Giorgio Manurrita, Michele Todde, Salvatore Depau, Giuseppe Paderi Concas, Emanuele Virgilio. Le spoglie di quest'ultimo sono state collocate nel 2010 in un sarcofago nella navata destra della chiesa.
Nel braccio sinistro del transetto si trova la cappella del Rosario, ricavata da un ambiente della chiesa originaria. Qui, durante i lavori di restauro del 1995, all'interno di una finestra ottagonale murata, venne rinvenuto il simulacro seicentesco raffigurante santa Elisabetta d'Ungheria, in legno dorato, con un teschio vero collocato ai suoi piedi. La cappella del Battistero, ricavata alla base del campanile, è l'ambiente più antico della chiesa, probabilmente risalente al XVI secolo. Vi si accede tramite un arco ogivale e presenta una volta a crociera, con costoloni in tufo. Ospita il fonte battesimale, costituito da una vasca marmorea del XVIII secolo, sormontata da un'edicola lignea intarsiata.